# Afrikanische Furchenzahnratten
Die Afrikanischen Furchenzahnratten (Mylomys) sind eine Nagetiergattung aus der Gruppe der Altweltmäuse (Murinae). Die Gattung umfasst zwei Arten.
Diese Nagetiere haben ein relativ langes Fell, das an der Oberseite gelblich-grau und an der Unterseite weißlich-beige gefärbt ist. Ihr Körperbau ist stämmig, die Hände und Füße haben nur drei funktionale Zehen. Namensgebendes Merkmal sind die mit Furchen versehenen oberen Nagezähne, den unteren Nagezähnen fehlt diese Furche. Afrikanische Furchenzahnratten erreichen eine Kopfrumpflänge von 12 bis 19 Zentimetern, der Schwanz misst 10 bis 18 Zentimeter und das Gewicht beträgt 50 bis 190 Gramm.
Die Tiere sind im mittleren Afrika – von Guinea bis Uganda und Äthiopien – verbreitet. Sie bewohnen feuchte, mit Gras bestandene Gebiete und kommen bis in 2400 Meter Seehöhe vor. Sie sind vorwiegend tagaktiv und ernähren sich von Gräsern und Stängeln.
Es werden zwei Arten unterschieden:
- Mylomys dybowskii ist die weiter verbreitete Art, sie kommt von Guinea bis Uganda vor. Laut IUCN ist sie nicht gefährdet.
- Mylomys rex ist nur aus dem südwestlichen Äthiopien bekannt. Es ist unklar, ob es sich dabei tatsächlich um eine eigenständige Art handelt.

Systematisch werden sie innerhalb der Altweltmäuse in die Arvicanthis-Gruppe eingeordnet.